# Falun
Falun (en latín y español medio: Falunga) es una ciudad ubicada en la comuna del mismo nombre en la provincia de Dalarna, Suecia. Falun fue la urbe más grande del reino sueco con 6000 habitantes, cuando recibió en 1641 su Certificado Real (Stadsprivilegium) como ciudad. Desde 1646, durante el reinado de Cristina de Suecia, la ciudad tuvo su primer plan urbano, el que existe hasta hoy.

## Historia

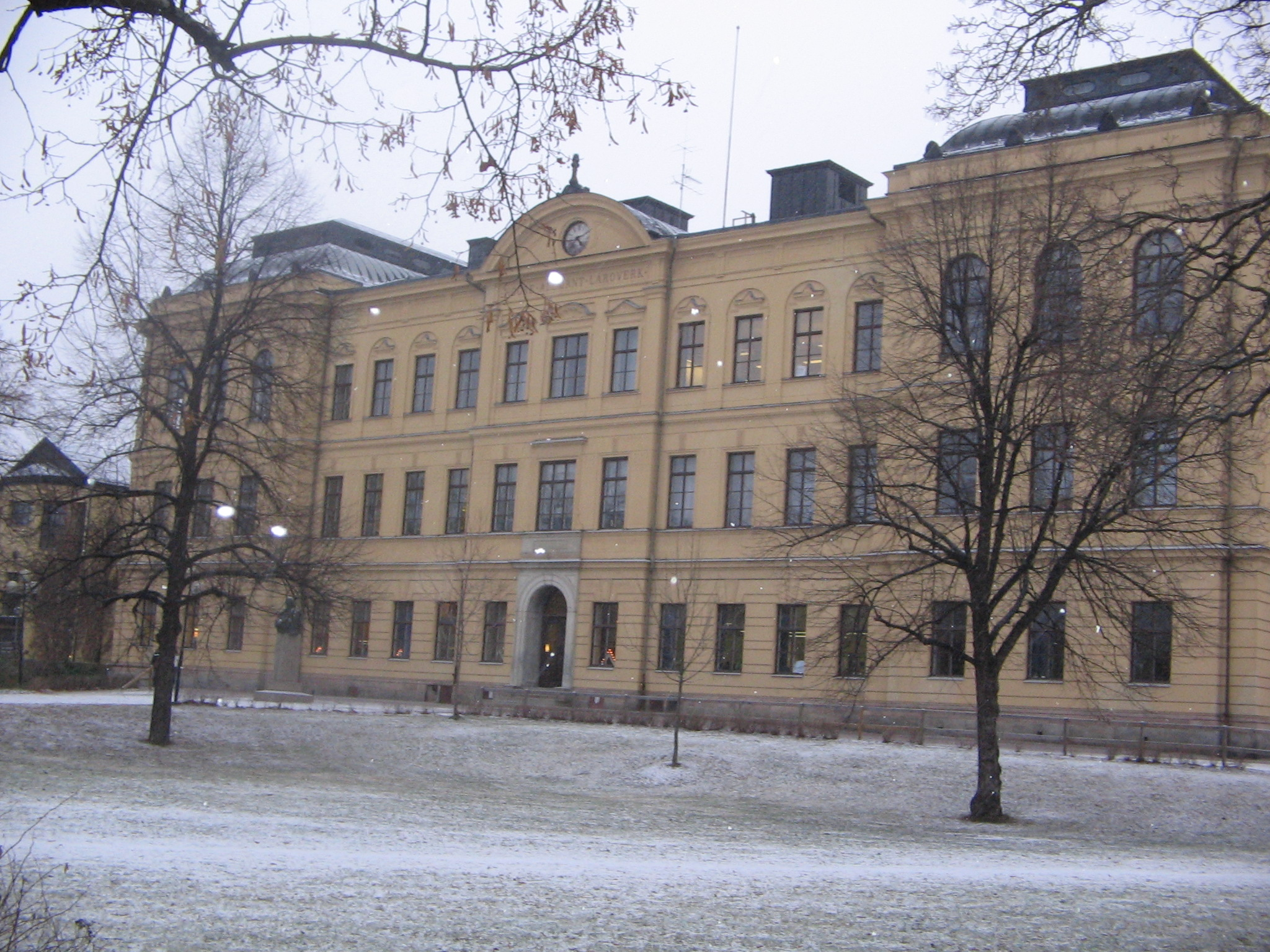
Kristinegymnasiet (Instituto de Cristina) en Falun.

La ciudad se formó aproximadamente en el siglo XI, con el inicio de la explotación de una mina de cobre en las cercanías, llamada la gran montaña de cobre de Falun, que fue declarada en 2001 como parte del Patrimonio de la Humanidad en Suecia.  Señala la Unesco que «la enorme excavación minera conocida como el Gran Pozo en Falun es el rasgo más sobresaliente de un paisaje que ilustra la actividad de la producción de cobre en esta región desde al menos el siglo XIII. La ciudad planificada del siglo XVII de Falun con sus muchos y bellos edificios históricos, junto con los restos industriales y domésticos de una serie de asentamientos dispersos sobre una zona de la región de Dalarna, proporcionan una vívida imagen de lo que fue durante siglos una de las más importantes zonas mineras del mundo». Se cumplen, a juicio de esta organización internacional, dos criterios. En primer lugar, aunque la minería de cobre en Falun se vio influida por la tecnología alemana, lo cierto es que en el siglo XVII pasó a ser la más importante del mundo e influyó a su vez en la tecnología del resto del mundo durante los dos siglos siguientes. En segundo lugar, todo el paisaje está dominado por los restos de esta minería, que se desarrolló a lo largo de los siglos, desde el IX al siglo XX. Además, en estos abundantes restos puede apreciarse toda la evolución de esta industria, desde la forma más sencilla a la producción industrial plena y moderna.
La extracción de este mineral en la región, había comenzado en menor escala alrededor del siglo VIII. El período más importante fue en los siglos XIV y XV, ya que la producción de cobre contribuyó a hacer de Suecia una potencia europea.
En 1687 ocurrió un gigantesco derrumbe, que abarcó 1,5 km de diámetro y aproximadamente 100 metros de profundidad, por falta de planificación en la explotación. Afortunadamente el desastre ocurrió un día festivo y no hubo víctimas que lamentar, pero significó el comienzo de la decadencia regional. La explotación de cobre siguió, sin embargo, durante 305 años más, hasta el 8 de diciembre de 1992. Hoy solo se produce un pigmento muy popular en Suecia conocido como rojo de Falun.
En 1859 se inauguró la línea de ferrocarril regional, y en 1879, la línea entre Falun y Gotemburgo, lo que significó un renacimiento de la ciudad, con la instalación de nuevas industrias y viviendas. Ya a fines de siglo, la ciudad tomó un carácter de centro administrativo y educacional.
El río Falun divide la ciudad en dos. El lado donde se ubica la mina de cobre es llamado popularmente el lado feo, y el otro, donde está la parte residencial, el lado lindo.
Los habitantes de la comuna llegan a 55 000 en 2006.
Entre los suecos destacados que habitaron esta ciudad se cuentan Selma Lagerlöf y  Carl Larsson, así como la actriz Lina Leandersson.

## Personas destacadas
- Lina Leandersson: actriz sueca nacida en la ciudad el 27 de septiembre de 1995 y famosa por su papel de protagonista en la película Låt den rätte komma in (en español Déjame entrar).
- Sabaton: Banda de power metal.
- Twilight Force: Banda de power metal sinfónico.
- In Mourning: Banda de death metal progresivo.